# Bieg Piastów
Bieg Piastów (tyska: Piastenlauf) är ett långlopp inom längdskidåkningen som körs i Polen, som hade premiär 1976 och ingår i Worldloppet sedan 2008. Loppet hålls årligen i mars, vid vintersportorten Szklarska Poręba i västra kanten av bergsområdet Riesengebirge. Under tävlingshelgen körs flera olika lopp. Huvudloppen är två lopp där endast klassisk stil är tillåten, vilka är 26 respektive 50 kilometer långa, samt ett 30 kilometer långt fristilslopp.

### Fotnoter
1. ↑  ”Bieg Piastów” (på engelska). Worldloppet. http://www.worldloppet.com/bieg_piastow.php. Läst 4 mars 2015.